# Vanevan
Vanevan (en arménien Վանևան ; anciennement Shafak) est une communauté rurale du marz de Gegharkunik, en Arménie. Elle compte 394 habitants en 2008.